# Великий ордер
Великий ордер (також колосальний або гігантський ордер) — ордерна декорація будівлі, в якій колони або пілястри охоплюють два і більше поверхи, на відміну від декорації, званої малим ордером або поверховим ордером, в якому на кожному поверсі розташований свій ряд колон.
Моду на великий ордер ввів Мікеланджело, хоча він епізодично застосовувався і раніше, з часів Леона Альберті. Справжньою вітриною нового ордера стала Капітолійська площа в Римі, де в період пізнього Відродження були зведені за кресленнями покійного Мікеланджело палаци міських сенаторів і консерваторів. З цього часу великий ордер міцно увійшов в арсенал архітектурних прийомів маньєризму.
| будинок Пашкова: приклад великого ордера, в центральній частині будівлі колони піднімаються протягом 2 поверхів |  | Колізей: приклад малого ордера, кожному поверху відповідає свій ярус колон, причому різних (відповідно до ордерної суперпозиції |

## Приклади великого ордера
- Будинок Міської лікарні по вул. Пастера, 5 у Одесі (арх. Тома де Томон Ж., 1804—1808 рр.)
- Будинок О. П. Руссова на Садовій вул., 21 у Одесі (арх. Шмідт В. І., Чернігів Л. М., 1897—1899)
- Будинок Консервщиків на Французькому бул., 41 у Одесі (кін. 1930-х — поч. 1040-х рр.)